# شهرستان گرنویل (کارولینای شمالی)
شهرستان گرنویل، کارولینای شمالی (به انگلیسی: Granville County, North Carolina) یک سکونتگاه مسکونی در ایالات متحده آمریکا است که در کارولینای شمالی واقع شده‌است.

## خصوصیات
شهرستان گرنویل ۱٬۳۹۰٫۸۳ کیلومترمربع مساحت دارد.